# Živogošće
Živogošće je naselje na Hrvaškem, ki upravno spada pod občino Podgora; le-ta pa spada pod Splitsko-dalmatinsko županijo.

## Lega
Živogošće je dolgo razpotegnjeno naselje  z manjšim pristaniščem in več zaselki vzdolž 4 km dolge obale v Dalmaciji. Leži ob državni cesti D8, imenovani tudi Jadranska magistrala, Split-Dubrovnik okoli 19 km jugovzhodno od Makarske.

## Zgodovina
Današnje naselje je v starih listinah prvič omenjeno leta 1434 v darilni pogodbi bosanskega protikralja Radivoja Ostojića kot posestvo bratov Radojević. Najstarejši del naselja sestavlja skupina slikovitih kamnitih hiš. V bližini, vzhodno od naselja, stoji frančiškanski samostan Sv. Križa s cerkvijo, z napisom nad vhodom, in baročnim zvonikom. Cerkev Sv. Križa je bila zgrajena leta 1766, obnovljena pa leta 1906. V samostanu je bogato opremljena stara knjižnica in arhiv. Na strmem delu nad samostanom se nahaja ilirsko gomilno grobišče. Pod samostanom je velik sladkovoden izvir, ki ob oseki ostane na suhem, na strmi skali nad izvirom pa je med 4. do 6. stoletjem vklesan poznoantični epigram, sestavljen v elegičnem distihu posvečen izviru, omenja pa se še villa rustica nekega Licinijana. Proti koncu druge svetovne vojne je bilo za partizane v Živogošću pomembno pristanišče, iz katerega je bila vzpostavljena veza z glavno partizansko bazo na osvobojenem otoku Vis.

## Demografija
| Pregled števila prebivalcev po letih | Pregled števila prebivalcev po letih | Pregled števila prebivalcev po letih | Pregled števila prebivalcev po letih | Pregled števila prebivalcev po letih | Pregled števila prebivalcev po letih | Pregled števila prebivalcev po letih | Pregled števila prebivalcev po letih | Pregled števila prebivalcev po letih | Pregled števila prebivalcev po letih | Pregled števila prebivalcev po letih | Pregled števila prebivalcev po letih | Pregled števila prebivalcev po letih | Pregled števila prebivalcev po letih | Pregled števila prebivalcev po letih |
| ------------------------------------ | ------------------------------------ | ------------------------------------ | ------------------------------------ | ------------------------------------ | ------------------------------------ | ------------------------------------ | ------------------------------------ | ------------------------------------ | ------------------------------------ | ------------------------------------ | ------------------------------------ | ------------------------------------ | ------------------------------------ | ------------------------------------ |
| 1857                                 | 1869                                 | 1880                                 | 1890                                 | 1900                                 | 1910                                 | 1921                                 | 1931                                 | 1948                                 | 1953                                 | 1961                                 | 1971                                 | 1981                                 | 1991                                 | 2001                                 |
| 542                                  | 599                                  | 629                                  | 792                                  | 789                                  | 818                                  | 779                                  | 695                                  | 612                                  | 538                                  | 461                                  | 434                                  | 402                                  | 457                                  | 538                                  |